# Ludvig 2. af Baden
Storhertug Ludvig 2. af Baden (15. august 1824 - 22. januar 1858) var storhertug af Baden fra 1852 til han blev afsat som følge af sindssygdom i 1856.

## Biografi
Ludvig blev født den 15. august 1824 i Karlsruhe som den anden men ældste overlevende søn af den senere storhertug Leopold af Baden og Sophie af Sverige, datter af Sveriges afsatte konge, Gustav 4. Adolf.
Han efterfulgte sin far som storhertug af Baden ved dennes død i 1852. På grund af sindssygdom var hans yngre bror Frederik regent. 1856 udråbtes Frederik som storhertug, da lægerne havde opgivet at kurere Ludvig.
Ludvig døde 33 år gammel den 22. januar 1858 i Karlsruhe.